# Centropogon latisepalus
Centropogon latisepalus är en klockväxtart som beskrevs av Henry Allan Gleason. Centropogon latisepalus ingår i släktet Centropogon och familjen klockväxter. Inga underarter finns listade i Catalogue of Life.